# Pierre-François-Xavier Bourguignon d'Herbigny
Ne doit pas être confondu avec Pierre Augustin Bourguignon d'Herbigny.
Pour les autres membres de la famille, voir famille Bourguignon d'Herbigny.
Pierre (ou Jean-Pierre) François-Xavier Bourguignon d'Herbigny (ou d'Erbigny), né le 4 décembre 1772 à Laon, mort le 13 mars 1846 à Loos est un écrivain français.

## Famille
Il est le fils de Augustin Bourguignon d'Herbigny (né à Sedan en 1742, libraire, maire de Laon sous la Révolution, décédé en Louisiane) et de son épouse Louise née Blondela (1746-1792).
Son frère Pierre (1769–1829) est devenu gouverneur de Louisiane.
Il s'est marié en 1825 à Aglaé Lasthénie Leclerc de Landremont, décédée en 1826.

## Biographie
Il doit à son mérite plus encore qu'à l'attachement porté à sa famille par le marquis de Condorcet la bienveillance toute particulière de cet académicien qui se charge de le produire et le fait nommer secrétaire du comité d'instruction publique.
Dévoué à la royauté, d’Herbigny ne quitte guère sa solitude d'Haubourgdin tant que perdura l’Empire.
Après le retour des Bourbons, Royer-Collard, chargé de la direction de l’instruction publique, l’appelle le 4 mai 1816 au rectorat de Grenoble et, le 26 mars de l’année suivante, à celui de Rouen, charge dont il se démit peu de temps après.
Sous le ministère du duc de Richelieu, d’Herbigny qui partage les politiques de cet homme d’État, est nommé le 1er août 1820 censeur à Lille, puis le 30 de la même année secrétaire général de la préfecture du Nord ayant M. de Rémusat pour chef.
Lors de la formation du gouvernement Villèle. M. de Rémusat est remplacé à Lille. D’Herbigny refuse en sa qualité de censeur de passer un article du journal, applaudissant en des termes inconvenants à la destitution de cet administrateur. Cette honorable démarche est travestie en acte d'opposition, et d’Herbigny, frappé son tour, est destitué sans égard pour ses services et pour son vieux dévouement à la royauté. Ce sont les dernières fonctions que cet homme honorable ait remplies. Une disgrâce aussi peu méritée le jette dans les rangs de cette opposition qui comptait parmi ses chefs les hommes les plus distingués d'alors.
D’Herbigny se prépare à cette lutte qui a commencé en 1822 et qu'il a soutenue courageusement tant qu'a duré la Restauration et sans que la révolution de 1830 ait modifié en rien ses opinions.
Un de ses écrits lui attire en 1826 une condamnation à 3 mois de prison. Plutôt que de résoudre à subir cette captivité, il se condamne volontairement à l’exil, et ce fut à la Belgique qu’il alla demander un asile. Reçu par le roi Guillaume avec l’accueil plus bienveillant et en même le plus distingué, il se fixe auprès de lui jusqu’au moment où la révolution de 1830 le rappelle en France.
Mais à son retour, il refuse les plus hauts emplois pour ne pas adopter les vues d'une politique hostile au roi des Pays-Bas, son bienfaiteur, et qui était, suivant lui d'ailleurs, contraire aux véritables intérêts de la France. Il persiste donc dans une ligne d’opposition fortement tranchée.
D'Hergigny, après son retour en France, vit très retiré. Dans les derniers de sa vie, son désir d'isolement l'a entraîné à rompre les liens les plus chers. Replié sur lui-même, il en est arrivé à se laisser dominer par une exaltation misanthropique qui le prive beaucoup de soins et de consolations.
Il meurt à Loos le 13 juin 1846, après une très courte maladie, à l'âge de 73 ans.

### Distinctions honorifiques
Le roi régnant de Hollande en considération des sentiments d’affection que son père avait porté à d’Herbigny l’avait créé conseiller de Légation et membre de l’ordre du Lion-Néerlandais par ordonnance royale du 8 octobre 1842.

## Armoiries
| Blason de la famille Bourguignon d'Herbigny | La famille Bourguignon d'Herbigny porte : De sable à une flamme de gueules mouvante de la pointe de l'écu. Sa devise est : Ardens ut ignis, ardent comme le feu * Il y a là non-respect de la règle de contrariété des couleurs : ces armes sont fautives. |

## Œuvres

### Littérature
- Fables nouvelles en vers, 1829. C’est un ouvrage de la jeunesse de l'auteur. Ces fables remarquables par la finesse des aperçus philosophiques et politiques non moins par la pureté du style et la du trait manquent peut-être naturel et de la gaieté qui sont des mérites du genre.

### Théâtre
- Hécube et Polixène en cinq actes et en vers ; il avait en portefeuille trois tragédies celle que nous venons citer Absalon et Les Parthes. Il se décida à faire représenter Hécube et Polixène qui fut admise à l'unanimité par la commission du Théâtre-Français. La pièce, dont la mise en scène avait été complètement négligée, échoua à la première représentation qui eut le 15 janvier 1819 et l’auteur ne voulut point céder aux avis d éclairés qui l’engageaient à une nouvelle épreuve ; la lecture de cette pièce imprimée en 1819 et dans laquelle on reconnaît un digne émule de nos grands maîtres autorise à croire qu'il aurait obtenu une éclatante réparation.

### Écrits politiques
- Revue politique de l'Europe en 1825 Ce fut par cet écrit que d’Herbigny marqua sa place parmi l’opposition sous la Restauration. Cet ouvrage le plus remarquable peut-être qui soit sorti de sa plume produisit une grande sensation. Il en fut fait cinq éditions dans la même année et une version espagnole faite sur la seconde édition fut aussi publiée à Bordeaux en 1825. Imprimée sous le voile de l’anonyme, cette Revue fut attribuée successivement à plusieurs des personnages les plus illustres de l’opinion libérale entre autres au baron Bignon. Le général Foy se félicitait d'en connaître l’auteur avec lequel il était lié. Il lui écrivait : « Nous balbutions la politique ; vous seul en savez parler. »
- Nouvelles Lettres provinciales ou Lettres écrites par un provincial à un de ses amis, 1825, par l'auteur de la Revue politique de l'Europe en 1825. Ces Lettres n'ont de commun avec le livre de Pascal que le titre et peut-être aussi l’élégance du langage. La seconde édition fut saisie. L’on ne peut s étonner que ce pamphlet virulent ait provoqué les poursuites du ministère public car les tendances de l auteur qui avait marché à pas de géant dans les voies de l’opposition n allaient à rien moins qu'à protestantiser la France et à changer sa dynastie. Par jugement du tribunal de police correctionnelle en date du 30 mars 1826 l’auteur fut condamné à trois mois de prison et pour s’y soustraire il se retira dans les Pays Bas.
- Paris port de mer, 1826. Dans cette brochure l'auteur traite avec ampleur les questions industrielles et commerciales : il démontre la possibilité de rendre Paris l’émule de Londres en permettant à toutes les contrées du globe d’apporter directement leurs produits dans le sein de cette vaste cité. Que l’avenir réalise ou laisse stérile cette grande pensée, d’Herbigny n'en conservera pas moins la gloire de l’avoir conçue.
- Revue politique de la France en 1826 par l'auteur de la Revue politique de l'Europe, 1826. Cette nouvelle Revue a le tort de placer dans un cadre étroit les tableaux déjà si largement développés dans celle de 1825.
- Les Destinées futures de l’Europe par l'auteur de la Revue politique de l'Europe, 1828. Dans ce livre écrit pendant son exil d’Herbigny s exprimait ainsi : « Un prince français contemporain a donné à ses fils une éducation généreuse et nationale ; c'est un grand trait de prince ; action profonde qui dans le péril d'une famille royale empêcherait peut-être d'y envelopper tous ses membres » N'est-il pas à regretter qu'un homme assez pénétrant pour prédire en quelque sorte deux années à l'avance les événements que devait réaliser la révolution de 1830 n'ait pas su se défendre des préjugés les plus violents contre la cour de Rome. Il aurait voulu voir partout le pouvoir civil et le pouvoir religieux réunis dans les me mes mains Comment un philosophe ami de la liberté de conscience a-t-il pu préconiser un système qui ne peut qu'aboutir à l’oppression des peuples. L’exemple de l’Irlande et de la Russie est là pour l'attester.
- Paris port de mer et gare de Saint-Ouen, 1828. Documents authentiques pour servir à l intelligence de cette spéculation
- Traité politique d'éducation publique, 1836. Dans cette brochure l'auteur plein des souvenirs de l'Antiquité laisse voir qu'il a trop de confiance dans la seule force de l instruction et de l'éducation classiques. Il n'accorde pas une assez large part d'influence aux saintes leçons de la famille appuyées sur les doctrines religieuses qui sont l'élément régénérateur des sociétés modernes.
- Lettre au prince Léopold de Saxe-Cobourg, 1831
- De l’état moral et politique de l'Europe, 1832
- Études politiques et historiques, 1836
- Déclin de la France et de l'égarement de sa politique, 1842

## Sources
Le présent article repose essentiellement sur l'article Pierre-François-Xavier Bourguignon d'Herbigny dans Joseph-Marie Quérard, « La France littéraire » tome 11, 1856

La France littéraire ou dictionnaire bibliographique des savants historiens et gens de lettres de la France ainsi que des littérateurs étrangers qui ont écrit en français plus particulièrement pendant les XVIIIe siècle et XIXe siècle
 
Ouvrage dans lequel on a inséré afin d'en former une Bibliographie nationale complète l'indication :
1. des réimpressions des ouvrages français de tous les âges
2. des diverses traductions en notre langue de tous les auteurs étrangers anciens et modernes
3. celle des réimpressions faites en France des ouvrages originaux de ces mêmes auteurs étrangers pendant cette époque